# Världsmästerskapen i skidskytte 2007
Världsmästerskapen i skidskytte 2007 avgjordes i sydtyrolska Antholz i norra Italien mellan 2 och 11 februari 2007. 

## Medaljfördelning
| Medaljfördelning |           |      |        |       |        |
| Plats            | Land      | Guld | Silver | Brons | Totalt |
| 1                | Tyskland  | 5    | 3      | 3     | 11     |
| 2                | Norge     | 3    | 2      | 2     | 7      |
| 3                | Frankrike | 1    | 3      | 2     | 6      |
| 4                | Sverige   | 1    | 1      | 1     | 3      |
|                  | Ryssland  | 1    | 1      | 1     | 3      |
| 6                | Tjeckien  | 0    | 1      | 1     | 2      |
| 7                | Ukraina   | 0    | 0      | 1     | 1      |

## Medaljörer

### Damer

#### Sprint 3 februari
7,5 km 
| Plac. | Tävlande            | Nation   | Tid     | Antal bom |
| ----- | ------------------- | -------- | ------- | --------- |
|       | Magdalena Neuner    | Tyskland | 22.46,9 | 2 (1+1)   |
|       | Anna Carin Olofsson | Sverige  | 22.49,2 | 2 (1+1)   |
|       | Natalia Guseva      | Ryssland | 23.06,5 | 0 (0+0)   |

#### Jaktstart 4 februari
10 km 
| Plac. | Tävlande            | Nation   | Tid*    | Antal bom   |
| ----- | ------------------- | -------- | ------- | ----------- |
|       | Magdalena Neuner    | Tyskland | 33.01,6 | 4 (1+0+1+2) |
|       | Linda Grubben       | Norge    | 33.08,7 | 1 (0+1+0+0) |
|       | Anna Carin Olofsson | Sverige  | 33.09,2 | 5 (2+0+1+2) |

* - observera att tiden räknades från när första startande började

#### Distans 7 februari
15 km 
| Plac. | Tävlande                | Nation    | Tid      | Antal bom   |
| ----- | ----------------------- | --------- | -------- | ----------- |
|       | Linda Grubben           | Norge     | 46.24,3  | 0 (0+0+0+0) |
|       | Florence Baverel-Robert | Frankrike | + 1.06,5 | 0 (0+0+0+0) |
|       | Martina Glagow          | Tyskland  | + 1.35,6 | 1 (1+0+0+0) |

#### Masstart 10 februari
12,5 km 
| Plac. | Tävlande       | Nation   | Tid     | Antal bom   |
| ----- | -------------- | -------- | ------- | ----------- |
|       | Andrea Henkel  | Tyskland | 37.13,1 | 2 (1+0+1+0) |
|       | Martina Glagow | Tyskland | + 4,6   | 1 (1+0+0+0) |
|       | Kati Wilhelm   | Tyskland | + 10,6  | 2 (0+1+1+0) |

### Herrar

#### Sprint 3 februari
10 km 
| Plac. | Tävlande             | Nation   | Tid     | Antal bom |
| ----- | -------------------- | -------- | ------- | --------- |
|       | Ole Einar Bjørndalen | Norge    | 26.18,8 | 1 (0+1)   |
|       | Michal Šlesingr      | Tjeckien | 26.23,6 | 0 (0+0)   |
|       | Andrej Deryzemlja    | Ukraina  | 26.44,6 | 0 (0+0)   |

#### Jaktstart 4 februari
12,5 km 
| Plac. | Tävlande             | Nation    | Tid*    | Antal bom   |
| ----- | -------------------- | --------- | ------- | ----------- |
|       | Ole Einar Bjørndalen | Norge     | 32.21,2 | 2 (1+0+1+0) |
|       | Maksim Tjudov        | Ryssland  | 33.10,0 | 3 (1+0+2+0) |
|       | Vincent Defrasne     | Frankrike | 33.10,1 | 1 (0+0+1+0) |

* - observera att tiden räknades från när första startande började

#### Distans 6 februari
20 km 
| Plac. | Tävlande        | Nation    | Tid     | Antal bom   |
| ----- | --------------- | --------- | ------- | ----------- |
|       | Raphaël Poirée  | Frankrike | 56.14,6 | 0 (0+0+0+0) |
|       | Michael Greis   | Tyskland  | + 26,8  | 2 (0+1+0+1) |
|       | Michal Šlesingr | Tjeckien  | + 37,4  | 2 (0+2+0+0) |

#### Masstart 11 februari
15 km 
| Plac. | Tävlande           | Nation    | Tid      | Antal bom   |
| ----- | ------------------ | --------- | -------- | ----------- |
|       | Michael Greis      | Tyskland  | 37.52,12 | 2 (0+0+2+0) |
|       | Andreas Birnbacher | Tyskland  | + 15,4   | 0 (0+0+0+0) |
|       | Raphaël Poirée     | Frankrike | + 28,1   | 1 (1+0+0+0) |

### Stafetter

#### Mixed 8 februari
2 x 6 km + 2 x 7,5 km 
| Plac. | Nation    | Lagmedlemmar                                                            | Tid       | Antal bom   |
| ----- | --------- | ----------------------------------------------------------------------- | --------- | ----------- |
|       | Sverige   | Helena Jonsson Anna Carin Olofsson Björn Ferry Carl Johan Bergman       | 1:20.04,7 | 0 (0+0+0+0) |
|       | Frankrike | Florence Baverel-Robert Sandrine Bailly Vincent Defrasne Raphaël Poirée | + 27,6    | 0 (0+0+0+0) |
|       | Norge     | Tora Berger Jori Mørkve Emil Hegle Svendsen Frode Andresen              | + 36,4    | 0 (0+0+0+0) |

#### Herrar 10 februari
4 x 7,5 km 
| Plac. | Nation   | Lagmedlemmar                                                     | Tid       | Antal bom   |
| ----- | -------- | ---------------------------------------------------------------- | --------- | ----------- |
|       | Ryssland | Ivan Tjeresov Maxim Tjudov Dmitrij Jarosjenko Nikolaj Kruglov    | 1:14.36,1 | 0 (0+0+0+0) |
|       | Norge    | Halvard Hanevold Lars Berger Frode Andresen Ole Einar Bjørndalen | + 1.00,5  | 1 (0+0+1+0) |
|       | Tyskland | Ricco Gross Michael Rösch Sven Fischer Michael Greis             | + 1.32,5  | 2 (1+1+0+0) |

#### Damer 11 februari
4 x 6 km 
| Plac. | Nation    | Lagmedlemmar                                                            | Tid       | Antal bom   |
| ----- | --------- | ----------------------------------------------------------------------- | --------- | ----------- |
|       | Tyskland  | Martina Glagow Andrea Henkel Magdalena Neuner Kati Wilhelm              | 1:14.19,1 | 0 (0+0+0+0) |
|       | Frankrike | Florence Baverel-Robert Delphine Peretto Sylvie Becaert Sandrine Bailly | + 1.07,8  | 1 (0+1+0+0) |
|       | Norge     | Tora Berger Ann Kristin Flatland Jori Mörkve Linda Grubben              | + 1.19,7  | 1 (1+0+0+0) |